# Augustenborg
Augustenborg este un oraș în Danemarca.